# Esser Bluff
Das Esser Bluff ist ein 600 m hohes Felsenkliff auf der antarktischen Ross-Insel.  Es ragt 1,8 km ostnordöstlich des Grazyna Bluff am südöstlichen Rand des Turks Head Ridge auf.
Das Advisory Committee on Antarctic Names benannte das Kliff im Jahr 2000 auf Vorschlag des neuseeländischen Geochemikers Philip Raymond Kyle nach Richard Esser, einem Mitglied der Mannschaft des New Mexico Institute of Mining and Technology aus Socorro zur geochronologischen Erkundung des Mount Erebus in zwei antarktischen Sommerkampagnen zwischen 1993 und 1995.